# VBMR Griffon
De VBMR Griffon, voluit véhicule blindé multi-rôle Griffon (nl: Gepantserd multirolvoertuig Griffon), is een Frans pantserinfanterievoertuig dat samen met de variant VBMR-L Serval bij de Franse krijgsmacht vanaf 2018 de VAB vervangt die sinds de jaren ‘80 in dienst was.
De Griffon is, in tegenstelling tot de VAB, niet amfibisch.
Het voertuig is genoemd naar het fabeldier Griffioen, in het Frans Griffon.

## Geschiedenis
Vanaf 2020 zouden de AMX 10RC en ERC 90 Sagaie voertuigen van de Franse krijgsmacht vervangen moeten worden.
Renault Trucks Defense (RTD) ontwikkelde rond 2010 de BMX01 demonstrateur, en Nexter de BMX02.
De BMX01 werd de basis voor de VBMR Griffon.
De BMX02 werd door Nexter doorontwikkeld tot de MRAP Titus (2013)
Voor de verdere ontwikkeling en productie van de VBMR Griffon werd het consortium (groupement momentane d'enterprise (GME)) EBMR (Engines Blindés Multi-Rôles) opgericht, waarin RTD (vanaf 2018 Arquus), Nexter en Thales samenwerken. Arquus is verantwoordelijk voor alle mobiliteitssystemen en het Arquus Hornet RCWS, Nexter voor de gepantserde romp, CBRN-, mijn-, IED- en ballistische bescherming, interieur en eindassemblage en Thales voor de SCORPION vetronics, communicatie, optiek, navigatiesysteem en optronische zelfbeschermingssystemen.
Het eerste prototype was gereed in 2016 en serieproductie begon in 2019.
Hetzelfde consortium bouwt ook het EBRC Jaguar pantservoertuig voor het Franse landmacht, dat 70% van zijn onderdelen deelt met de VBMR Griffon, waaronder de aandrijflijn, de ophanging van Quiri in Straatsburg, de Elips-intercoms van Elno in Argenteuil en de Pilar V akoestische schotdetector van Metravib Defense in Lyon.
Op 6 december 2014 kondigde de Franse minister van Defensie Jean-Yves Le Drian aan dat de leveringen in 2020 zullen beginnen. Een eerste serie van 20 Jaguars en 319 Griffons werd besteld in april 2017.
Een tweede serie van 271 Griffons en 42 Jaguars werd op 24 september 2020 besteld.
In totaal is het Franse leger van plan om 1.872 Griffons en 300 Jaguars te kopen.
Daarnaast koopt men 1.060 Serval VLTP-P's, te leveren voor 2033.

### België
Op 26 oktober 2018 formaliseerde het Belgische kabinet het plan om 60 EBRC Jaguars en 382 VBMR Griffons te kopen voor € 1,5 miljard. De voertuigen zullen de Piranha IIIC en Dingo 2 pantserinfanterievoertuigen van de Landcomponent van Defensie vervangen. De deal omvat ook reserveonderdelen en beveiligde communicatieapparatuur. De leveringen zijn gepland vanaf 2025. Eindmontage, inclusief de ombouw naar de verschillende specifieke varianten en het testen van de voertuigen, zal gebeuren door de firma Mol in België.
De Belgische voertuigen krijgen een RCWS van FN Herstal.

## Ontwerp
Oorspronkelijk was het de bedoeling dat de Griffon en Jaguar niet meer dan € 1 miljoen per stuk zouden kosten door ze te baseren op een commercieel 6×6 vrachtwagenchassis en standaard commerciële vrachtwagenmotoren te gebruiken. De motoren moesten echter worden aangepast om ze geschikt te maken voor ‘multifuel’, en met andere aanpassingen werden beide voertuigen uiteindelijk duurder. Een VBMR Griffon kostte in 2017 ongeveer € 1,5 miljoen
De bemanning van de VBMR Griffon bestaat uit 2 personen: de chauffeur links en de commandant/schutter rechts in de cabine.
Het passagierscompartiment is versterkt met beschermende panelen (fr: revêtements anti-éclats en: spall liners). Aan de achterzijde bevindt zich een neerlaatbare klep met daarin een deur. In het dak zijn een aantal dakluiken aangebracht.
Het voertuig is gebaseerd op een commercieel 6×6 vrachtwagenchassis en kan tot acht infanteristen vervoeren. Momenteel (2022) zijn er zes versies van de Griffon gepland, waarvan er vier (VTT, EPC, VOA en SAN) besteld zijn in de eerste serie.
De voertuigen zijn ontworpen voor eenvoudig onderhoud en logistiek. Zowel de Griffon als de Jaguar gebruiken bijvoorbeeld standaardmotoren van commerciële vrachtwagens, die zijn aangepast om een breder scala aan brandstoffen (‘multifuel’) te gebruiken. 
Het powerpack ("groupe motopropulseur" (GMP)), is voorin het voertuig gemonteerd, en kan in minder dan 4 u verwisseld worden. Het voertuig heeft permanente zeswielaandrijving.
De Griffon beschikt over een hulpaggregaat of APU (fr: groupe auxiliaire de puissance, en: auxiliary power unit)
De Griffon heeft een overdruksysteem dat beschermt tegen chemische en biologische strijdmiddelen en fall-out. Voor inzet in warme klimaten is de Griffon uitgerust met airconditioning.
De Griffon is voorzien CONTACT-radio en SICS (Systeme d'Information de Combat SCORPION)., beide onderdeel van SCORPION (Synergy de COmbat Renforcée par la Polyvalence et l'InfovalorasatiON (nl: Gevechts synergie versterkt door veelzijdigheid en digitalisatie)
De Griffons zullen, evenals de EBRC Jaguar et VBMR-L Serval, worden geleverd in de nieuwe camouflagekleur van de Franse landmacht: effen “brun terre de France” (BTF)  (“Frans aardebruin”). De nieuwe kleur is de basis van de nieuwe Scorpion-camouflage systeem. De ‘PIR’-verf heeft beschermt ook tegen waarneming door warmtebeeldapparatuur. Het interieur is bleekgroen (vert-jaune pâle):p95

## Bewapening
De Griffon VBMR VTT is uitgerust met een Arquus Hornet T1 op afstand bediend wapenstation (fr: "Tourelleau Téléopéré" (TTOP), en: "Remote Controlled Weapon Station" (RCWS)) dat kan worden bewapend met een MAG 58 7,62 mm, een zwaar 12,7 mm machinegeweer of een 40 mm automatische granaatwerper. Rijdend vuren is mogelijk.
Het Hornet systeem is uitgerust met dag- en nachtzichtoptiek, laser- en raketwaarschuwingssystemen, en een Metravib Pilar V akoestische schotdetector. Ten slotte beschikt het voertuig over een GALIX 80 mm rookgranaatlanceerinrichting met 8 bussen in waaiervorm voor aan de onderzijde van het RCWS. De rook beschermt tegen systemen die werken met verschillende golflengtes in het elektromagnetische spectrum. De systemen zijn gekoppeld, waardoor Galix bij dreiging automatisch rookgranaten lanceert in de dreigingsrichting. Met het SCORPION systeem is het ook mogelijk dat een andere Griffon die een betere positie geeft beschermende rook afvuurt.
Op het Hornet RCWS zouden ook Akeron MP antitankraketten geïntegreerd kunnen worden, maar de Franse krijgsmacht heeft dat niet gedaan.

## VBMR-L Serval
Als aanvulling op de zwaardere 6x6 Griffon, is de lichtere 4x4 VBMR-L Serval ofwel Véhicule Blindé Multi-Rôle Léger Serval ook aangeschaft als vervanging voor de VAB. De Serval is zeer wendbaar en zal voornamelijk ingedeeld worden bij de infanterie-eenheden van lichte brigades, zoals de 11e Parachutistenbrigade (11e Brigade Parachutiste (11e BP)) en de 27e Alpenjagersbrigade (27e Brigade d'Infanterie de Montagne (27e BIM)).

## Varianten VBMR Griffon
Vooralsnog zijn de volgende varianten gepland
- VBMR VTT - Véhicule Transport de Troupes (pantserinfanterievoertuig), met een bemanning van 2 personen en zitplaatsen voor 8 passagiers. De zitplaats achter de chauffeur beschikt over een SICS werkstation.[1]
- VBMR EPC - Engin Poste de Commandement (commandovoeringsvoertuig)[noot 3]
- VBMR VOA - Véhicule d'Observation d'Artillerie (artilleriewaarnemingsvoertuig)[noot 3]
- VBMR SAN - Santé, Service de Santé des Armées (nl: geneeskundige dienst) (gewondentransportvoertuig)
- VBMR MEPAC - Mortier Embarqué Pour l'Appui au Contact (mortierdrager), met semi-automatische 2R2M 120 mm motier rayé/embarqué. Vuursnelheid 10 schoten per minuut. Het mortier is gemonteerd op een hydraulisch aangedreven 360° draaibaar plateau.[1]
- VBMR Génie – Génie militaire (gepantserd genievoertuig)
- VBMR NRBC - Nucléaire, Radiologique, Bactériologique ou Chimique (Gepantserd CBRN--verkenningsvoertuig)

## Gebruikers
- Frankrijk – De Franse Landmacht koopt als onderdeel van het ‘Scorpion’-programma 300 EBRC Jaguars, 1.872 VBMR Griffons[noot 6] en 978 VBMR-L Servals[noot 6] die worden ingevoerd voor 2030 en daarnaast nog 1.060 VLTP-P Servals[noot 7] met extra ballistische bescherming[noot 1] die worden ingevoerd voor 2033.[1][28][29][30][31]
- België [32]